# Serra do Sincorá
A Serra do Sincorá é uma cadeia de montanhas situada no estado brasileiro da Bahia. Parte integrante da Chapada Diamantina, abriga o Morro do Pai Inácio e as cidades históricas de Lençóis, Palmeiras, Mucugê e Andaraí, constituindo importante sítio geológico, paleontológico e ecológico. Em sua extensão estão ainda a cidade de Mundo Novo e povoados como Igatu; nas faldas encontram-se as cidades de Barra da Estiva, Ibicoara e Ituaçu, terra natal do Barão do Sincorá.

## Descrição
Trata-se de um conjunto formado por serras menores (como Cravada, do Sobrado, do Lapão, do Veneno, do Roncador ou Garapa, do Esbarrancado, do Rio Preto e outras) com uma extensão de 80 quilômetros, projetando-se numa média de 300 metros acima dos vales limítrofes - atingindo até 1 700 metros de altitude, formando vales e cânions. Está situada do lado oeste e ao centro da Chapada Diamantina, projetando-se do sul, na vila de Sincorá Velho, até o povoado de Afrânio Peixoto, em Lençóis. É cortada pelos rios Paraguaçu (maior curso d'água, que tem seu limite na Serra no Poço da Donana), Sincorá (que dá nome à Serra), Mucugezinho, Santo Antônio e Cumbuca.

### Proposta de geoparque
O projeto do Geoparque Serra do Sincorá, com área de 6 313 km² nos municípios de Andaraí, Lençóis, Mucugê e Palmeiras, é uma proposta que gerou a criação de uma associação que planejou entregar uma proposta à Unesco em 2025, a fim de obter o reconhecimento da importância geológica da Serra, sendo o mais adiantado dos quatro projetos de geoparques na Chapada Diamantina.

## Histórico

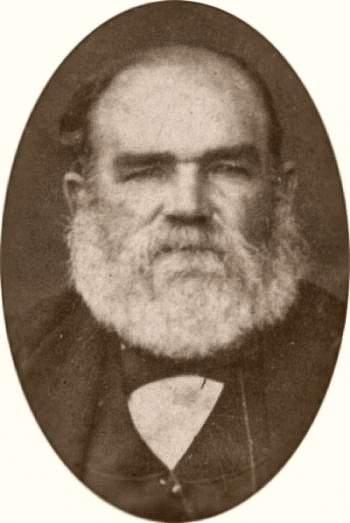
O Barão do Sincorá

A Serra foi o núcleo central da exploração diamantina, em corrida que iniciou-se na década de 1840, gerando o afluxo de dezenas de milhares de exploradores em busca de diamantes que, tendo aflorado a partir de kimberlitos, por aluvião foram levados aos leitos dos rios. Foco de povoamento e de conflitos, a Serra foi cenário das lutas do coronel Horácio de Matos, cujo nome batiza o aeroporto da cidade de Lençóis, localizado na Vila de Tanquinho e já fora da Serra do Sincorá e a principal via de acesso aéreo ao Parque Nacional.
Além do Parque Nacional da Chapada Diamantina, a Serra abriga o Projeto Sempre Viva, da prefeitura municipal de Mucugê, que possui o Museu Vivo do Garimpo.
Com o título de Diamond Mine of Sincura, o jornal australiano The Maitland Mercury registrava, já em 1842, a existência da mineração na região da Serra do Sincorá, falando da insegurança na região do garimpo e da qualidade dos diamantes ali encontrados.
A Serra teve seu nome incorporado ao título dado por Pedro II do Brasil a Francisco Gomes de Oliveira - primeiro e único Barão do Sincorá. Fazendeiro, o barão foi o responsável pela emancipação da "Vila Agrícola de Nossa Senhora do Alívio do Brejo Grande", atual Ituaçu. Também natural de Ituaçu, o cantor e compositor Moraes Moreira inspirou-se na infância vivida na Chapada para seu último disco, Ser Tão, de 2018. Em suas palavras: “Sou do sertão da Bahia, da Chapada Diamantina. Para este disco, me inspirei muito no tempo do sertão. Foi uma volta às raízes, à vida de menino com a banda de músico, os violeiros e sanfoneiros da minha cidade". Irmão do poeta Zewalter, Moraes foi por este influenciado a produzir em cordel e veio a integrar a Academia Brasileira de Literatura de Cordel, onde ocupou a Cadeira 38.

## Geologia
É, na sua geomorfologia, "um planalto em estruturas dobradas e suborizontais, muito modificada pela ação erosiva apresentando uma forma alongada de desenvolvimento norte-sul, com uma largura média de 20 a 25 km" que tem um relevo bastante irregular e aspecto ruiniforme, com os cursos d'água formando cânions  e corredeiras.
Augusto José de Cerqueira Lima Pedreira da Silva assim a descreveu, em 1994: "estende-se desde o paralelo de Iraquara com direção norte-sul até a altura da localidade de Guiné, onde inflete para SSE até Novo Acre, no canto sudoeste da área. Suas altitudes alcançam até 1 700 m e ela se desenvolve sobre sedimentos da Formação Tombador compostos por arenitos e conglomerados muito bem consolidados. A serra do Sincorá forma uma dobra anticlinal parcialmente flanqueada a oeste por um sinclinal. As ondulações do eixo do anticlinal são representadas por janelas erosivas onde aflora a Formação Guiné (topo do Grupo Paraguaçu), como acontece em Mundo Novo, Vale dos Patis (a leste de Guiné) e no morro do Pai Inácio, ao longo da BR-242".

## Ecologia
O Sincorá possui a mais alta pluviosidade da Chapada Diamantina, com nível anual de até 2 200 milímetros. Possui "uma vegetação  rica, variada e com um grande número de espécies endêmicas" e os ecossistemas de campos rupestres são mais frequentes dada sua altitude superior aos 800 metros.
Segundo R. R. Funch, R. M. Harley e L. S. Funch, o Sincorá é composto por “Florestas Estacionais Semideciduais a perenes submontanas e montanas sobre neosolos litólicos – cobrem as rochas soltas sobre os vales dos rios e, por vezes, as encostas íngremes dentro das montanhas da Serra do Sincorá. Apesar de predominantemente verdes, esse tipo de formação florestal demonstra um grau de deciduidade na estação seca”; “Florestas de galeria perenes submontanas a montanas - são as florestas verdes sazonais que seguem os cursos dos rios”; “Florestas Estacionais Semidecidual submontanas a montanas sobre latossolos Profundos - ocupam toda a borda leste da Chapada Diamantina em altitudes entre aproximadamente 400-800 m. A paisagem é geralmente uma planície pouco ondulante, ocasionalmente dissecada por vales fluviais em forma de ‘V’, relativamente estreitos e bastante profundos”.
Alguns animais são endêmicos da Serra. É o caso do Gymnodactylus vanzolinii, presente na região norte do Sincorá e encontrado apenas nos arredores de Mucugê.